# Stroh
Pour les articles homonymes, voir Stroh (homonymie).
 (septembre 2010).
Si vous disposez d'ouvrages ou d'articles de référence ou si vous connaissez des sites web de qualité traitant du thème abordé ici, merci de compléter l'article en donnant les références utiles à sa vérifiabilité et en les liant à la section « Notes et références ».
Stroh est un producteur autrichien de spiritueux, produisant avant tout une marque de rhum indigène (Inländer-Rum) au nom éponyme.

## Histoire
En 1832, Sebastian Stroh crée une petite fabrique de liqueur à Klagenfurt (Autriche). L'entreprise continue sa production au XIXe siècle pour obtenir une médaille d'or à l'Exposition universelle de Paris en 1900. En 1926, on pouvait trouver plus de 121 millions de bouteilles remplies de 100 variétés différentes de liqueurs.
En 1969, Hanno-Maurer Stroh prend en main l'entreprise familiale, existant alors depuis 5 générations, et lui permet de s'élever au niveau international dans les années 1970. Entre 1977 et 1980 une nouvelle exploitation est créée à Klagenfurt.
Dès 1990, le Stroh se fait connaître en Europe de l'Ouest grâce aux entreprises créées en Roumanie et en Hongrie, puis fait partie des articles autrichiens les plus connus en Allemagne. Dans les boutiques hors taxes, le Stroh est, en 1993, au troisième rang des rhums les plus vendus au monde. En 1994, on peut compter 10 millions de bouteilles de différentes liqueurs Stroh.
Une alliance stratégique entre l'entreprise Stock de Linz (Autriche) et de l'entreprise allemande de spiritueux Eckes suit, en 1997, la fusion de Stroh et Stock pour former Strock & Stroh, qui deviendra Stock Autriche en 1998. Stock Autriche est aujourd'hui à 100 % une filiale de Eckes.
Il ne reste plus qu'une ruine des premiers ateliers Stroh dans la Rosentaler Straße à Klagenfurt, derrière lesquels s'élèvent les bâtiments de production modernes.

## Marques

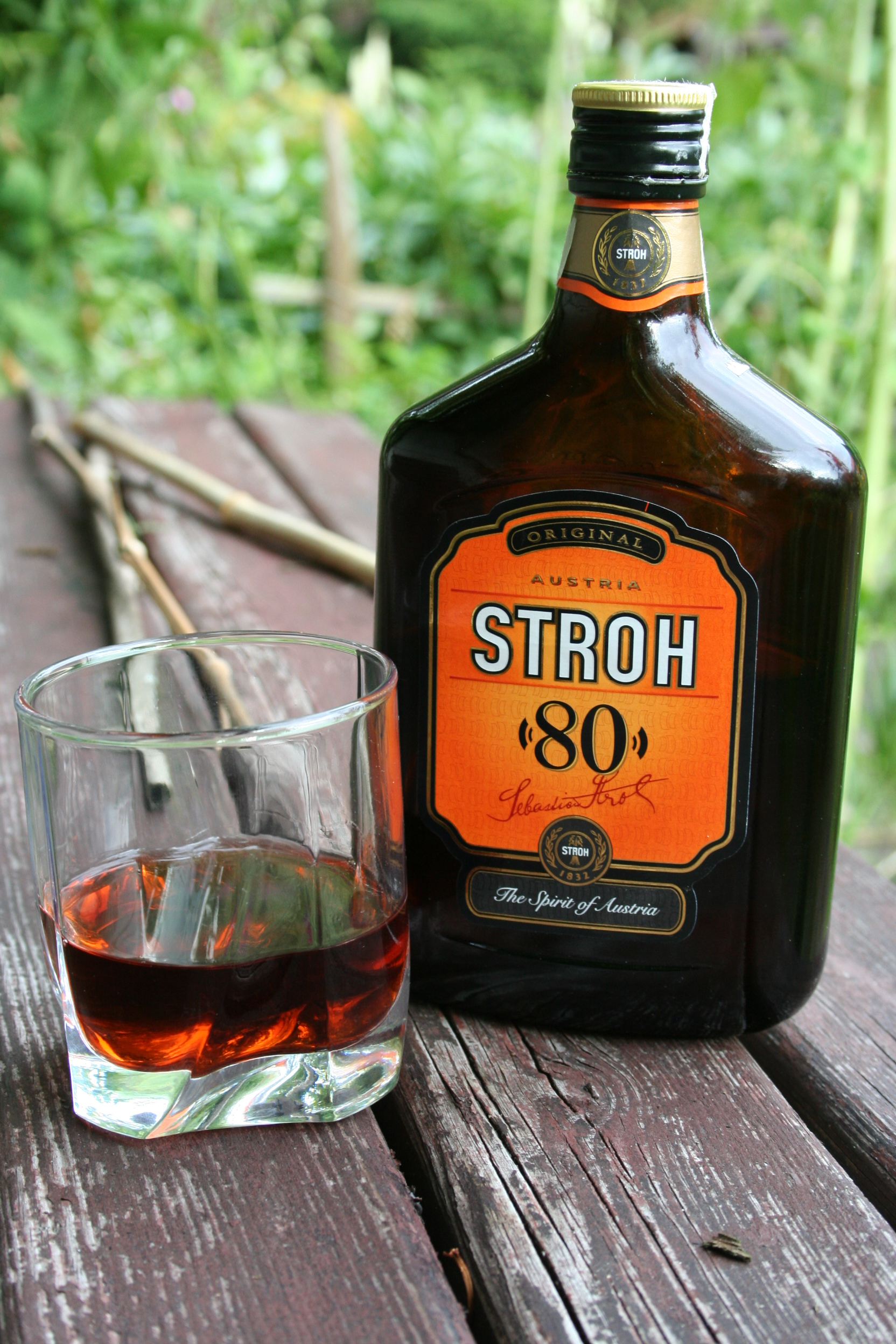
Une bouteille de Stroh à 80°GL, accompagnée d'un verre.

À ce jour, Stroh produit différents types de spiritueux :
- Le produit le plus connu est le Stroh Original 80 qui possède un degré de 80°GL. Il existe le même type de boisson à 40°GL et 60°GL[2].
- La firme produit aussi le Stroh Jagertee (de l'Inländer-Rum à 40°GL ou 60°GL mélangé avec des extraits de thé noir)[3] et le Stroh Punch[4] qui se boivent tous deux chaud.
- La firme produit également la marque Mautner Inländer-Rum.
- La firme possède la marque de brandy Bouchet.

## L'Inländer-Rum
L'Inländer-Rum (également orthographié Inländerrum ou Inländer Rum) est un ersatz de rhum produit en Autriche depuis le XIXe siècle. La législation européenne réservant l'usage du nom « rhum » aux produits dérivés de la canne à sucre, non aromatisés, ce type de produit ne peut légalement pas porter le nom de rhum. Par ailleurs, depuis 2008, la législation européenne stipule que le Inländer-Rum doit être produit à 100% en Autriche, faisant de cette boisson une spécialité autrichienne de spiritueux géographiquement protégée et unique dans le monde international des spiritueux.
Le site officiel de l'entreprise Stroh ne donne pas d'informations précises sur le type de matières premières employées autre que la mélasse de canne à sucre.

### Production
Le Stroh Original est fabriqué conformément au décret EWG 1576/89. Le rhum est acheté à l'étranger et est complété en Autriche par des arômes et essences (bonificateurs) d'après la recette du créateur de l'entreprise Sebastian Stroh, et sa texture est modifiée. Depuis le premier janvier 1999, la teneur en alcool issue de la canne à sucre doit être mentionnée.
La marque Mautner Inländer-Rum également produite par Stroh est, elle, un rhum[réf. nécessaire] car il est obtenu en Autriche par de la mélasse de canne à sucre importée

## Utilisation

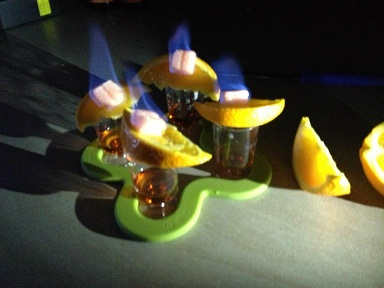
Le Helmut, cocktail à base de Stroh.

Le Stroh Original 80 n'est que très rarement bu pur, au vu de sa teneur en alcool. Il est souvent mélangé avec des jus de fruits, avec ou sans limonade, ainsi qu'avec du coca-cola. Par exemple, il est utilisé dans la composition du cocktail B52, du mélange 112 ou du Helmut. Il est également souvent utilisé en cuisine pour parfumer un plat ou un gâteau, ou encore pour effectuer le glaçage au sucre des verres. Il est aussi utilisé pour les bananes flambées.